# نور (پایان)
«نور (پایان)» (به اسپانیایی: la luz (Fín)) ترانه‌ای از خوانندهٔ آمریکایی کالی اوچیس و خوانندهٔ پورتو ریکویی جی کورتز می‌باشد که در ۱ اکتبر سال ۲۰۲۰ به‌عنوان دومین تک‌آهنگ از دومین آلبوم استودیویی اوچیس تحت عنوان بی‌باک (از عشق و دیگر شیاطین) منتشر گردید. 